# 台南市已結業戲院列表
以下是臺南市已結業或更名戲院（包括劇場及電影院）的列表（依首字筆畫排列）。

### 中西區（中區、西區）
- 大全成戲院，位於中正路239號（今湯姆熊歡樂世界），中正路小全成戲院旁。前身為日治時期世界館（1930年開業，結業年代不詳）、戰後時期的世界戲院，1972年結業。
- 大舞臺，位於西門路二段398號。1911年建成啟用，1945年因二戰空襲毀壞，現有建物為戰後重建。主要以戲劇表演為主，電影次之。
- 小全成戲院，位於中正路249號。1946年開業，1984年經營權轉手並更名為今日戲院。
- 中國城戲院，位於環河街72號3樓。1983年開業，2009年2月結業，同年7月復業，2011年再度結業。
- 今日戲院，位於中正路249號。1984年從小全成戲院更名之，2024年2月23日暫停營業後未恢復營業。
- 王子戲院，位於中正路323號B1及2樓（昔合作大樓）。1963年開業，2008年結業。
- 王后大戲院，位於中正路323號6樓及7樓（昔合作大樓）。1963年開業，2003年結業。
- 古都戲院，位於永福路2段152巷20號。昔為陳德聚堂（陳姓宗祠），於宗祠前方廣場播映之露天戲院。1949年開業，結業年代不詳。
- 台南真善美戲院，位於西門路二段120號4、5樓（今延平商業大樓）。2018年2月9日開業，為本市首家藝術電影院，因大環境因素於2024年8月1日結業。
- 台南戲院，位於中正路323號昔合作大樓未建立前的位置。1946年開業，結業年代不詳。
- 民族戲院，位於民族路二段249號地下樓、1-3樓（現育達補教大樓）。1963年開業，2003年結業。
- 全美戲院，位於永福路二段187號。為市區最後之二輪戲院，因連年虧損遂於2025年3月2日暫停營業，預計轉型為當地社區文創展演空間。
- 成功戲院，以表演布袋戲為主，1970年開始放映電影。1993年因應海安路拓寬工程結束營運，結業年代不詳。
- 赤崁戲院，位於中正路220號（今黑橋牌香腸門市）。前身為日治時期的戎館為日式木造劇場以戲劇演出為主。2021年黑橋牌公司整建後命名為戎館。
- 延平戲院，位於西門路二段120號（今延平商業大樓）。前身為日治時期的宮古座主要表演日本歌舞劇，1949年重建為延平戲院。
- 金馬戲院，位於大智街37號，後期播映情色片。1970年開業，1994年5月結業。
- 金崇安戲院，位於裕民街34巷、忠義路三段口（鴨母寮菜市場附近，曾被作為全聯福利中心，後閒置）。1976年開業，1998年結業
- 南都戲院，位於友愛街138號，現為停車場。1949年開業幕，1994年賭神2曾經在此取景，2003年結業。
- 派拉蒙環球影城，位於西門路一段658號（現新光三越台南新天地）7-9樓。2002年開業，2004年結業。由新光三越百貨接手並更名為新光影城。
- 國花戲院，位於民權路二段118號（今國花綜合商業大樓）3樓。1984年開業，2002年結業。
- 國華戲院，位於國華街15號。1955年開業，1987年結業。
- 梅花戲院，位於西門路二段120號（今延平商業大樓）。前身為延平戲院，後拆除改建延平大樓。
- 第一全成戲院，位於永福路二段187號。1950年開業，1969年經營權轉手並更名為全美戲院。
- 統一戲院，1983年開幕，2003年結業。位於金華路3段167號（今大安婦幼醫院）。
- 新建國戲院，位於民權路一段56號。1964年開業，開業時的名稱為建國戲院，1969年變更營業型態為歌廳之後又變更為放映電影。2019年結業。
- 實踐堂，部位於府前路258號，現址為南美里活動中心。開業年代不詳，1974年結業。

### 東區
- 台南國賓影城，位於中華東路一段66號。2002年一館開業，至2003年二館開業。一館於2024年12月31日因建物租約到期遂結業，二館於2025年6月30日亦因建物租約到期結業。
- 東安戲院，位於長榮路二段18號。1969年開業，2000年7月1日結業。
- 後甲戲院，位於裕農路。
- 麗都戲院，位於立德十路3號（今麗都公寓大廈）。1968年開業，1995年結業。主要為歌舞表演，1985年改為播映情色電影。

### 南區
- 灣裡戲院，地址約在灣裡路292號[1]，初期放映二輪的國語武俠片級香港電影。

### 北區
- 民安戲院，位於公園路、北安路口。
- 東帝士戲院，位於西門路四段151號（昔東帝士百貨）4樓。1986年開業，2001年結業。

### 安平區
- 安樂戲院，位於古堡街15號。1967年拆除。
- 安麗戲院，位於安平路127號。
- 封安戲院，安樂戲院拆除後重建並更名封安戲院。

### 安南區
- 集成戲院，位於安和路4段557號（曾為台南第四信用合作社安南分社，現為大樹藥局）

### 永康區
- 介壽堂戲院，永康區復興里復興路。
- 大灣戲院，永康區民族路415巷40號。

### 楠西區
- 華洲戲院，位於楠西區中興路70-82號

### 後壁區
- 金紫戲院，位於長安里54號。1956年開業，1967年結業。

### 東山區
- 東山戲院
- 東原戲院

### 麻豆區
- 電姬戲院，舊稱電姬館。1938年開業，1987年結業。

### 鹽水區
- 日津公平座，台灣日治時期的劇院。在第二世界大戰時受戰火影響而毀壞。劇院作為演出戲劇用，不播放電影。
- 永成戲院，位於水正里過港21號。1945年開業，1991年結業。後來由台南市政府活化整建成為可以播放電影、演出歌仔戲及布袋戲之多功能演藝廳。
- 大榮戲院，1960年代開業，1990代年結業。
- 東文社戲院，1945年開業，1991年結業。

### 新營區
- 日新戲院，位於復興路。
- 成功戲院，位於成功街10-1號。
- 新營戲院，位於文化街。
- 新舞臺戲院，位於成功街（新營第一市場內）。
- 康樂戲院，位於康樂街51-55號。
- 燕都戲院，位於南昌街；傳聞約民國50年代（1960年代）發生火災，造成劇團26人命喪火窟。之後轉租成吉麗紡織廠，民國65年（1976年）再度火警，造成4名女工不幸身亡。

## 外部連結
- 新北市立黃金博物館「尋找老戲院身影」展示前置規劃 結案報告 (P.27-P.30) （页面存档备份，存于）

 维基共享资源上的相關多媒體資源：臺灣已結業電影院